# Radomirtsi
Radomirtsi (bulgariska: Радомирци) är ett distrikt i Bulgarien.   Det ligger i kommunen Obsjtina Tjerven brjag och regionen Pleven, i den centrala delen av landet, 90 km nordost om huvudstaden Sofia.
Omgivningarna runt Radomirtsi är en mosaik av jordbruksmark och naturlig växtlighet. Runt Radomirtsi är det ganska glesbefolkat, med 47 invånare per kvadratkilometer.